# Oxtjärnen, Hälsingland
Oxtjärnen är en sjö i Härjedalens kommun i Hälsingland och ingår i Ljungans huvudavrinningsområde.